# Бротвейт, Пер-Кристиан
Пер-Кристиан Ворре Бротвейт (норв. Per Kristian Worre Bråtveit; род. 15 февраля 1996, Хёугесунн, Ругаланн) — норвежский футболист, вратарь клуба «Стрёмсгодсет» и сборной Норвегии.

## Клубная карьера
Бротвейт — воспитанник клубов «Джерв 1919» и «Хёугесунн». 9 июня 2014 года в матче против «Стрёмсгодсета» он дебютировал в Типпелиге в составе последнего. В 2015 году Пер-Кристиан стал основным вратарём клуба. В начале 2019 года Бротвейт перешёл в шведский «Юргорден». 2 апреля в матче против «Сундсвалля» он дебютировал в Аллсенскан лиге. В том же году Пер-Кристиан помог клубу выиграть чемпионат.
В начале 2021 года Бротвейт был отдан в аренду в нидерландский «Гронинген».

## Международная карьера
18 ноября 2020 года в матче Лиги Наций против сборной Австрии Бротвейт дебютировал за сборную Норвегию.

## Статистика

### Матчи Бротвейта за сборную Норвегии
| Матчи Бротвейта за сборную Норвегии | Матчи Бротвейта за сборную Норвегии | Матчи Бротвейта за сборную Норвегии | Матчи Бротвейта за сборную Норвегии | Матчи Бротвейта за сборную Норвегии | Матчи Бротвейта за сборную Норвегии |
| ----------------------------------- | ----------------------------------- | ----------------------------------- | ----------------------------------- | ----------------------------------- | ----------------------------------- |
| №                                   | Дата                                | Соперник                            | Счёт                                | Пропущено голов                     | Соревнование                        |
| 1                                   | 18 ноября 2020                      | Австрия                             | 1:1                                 | 1                                   | Лига наций УЕФА 2020/2021           |

Итого: 1 матч / пропущен 1 гол; 0 побед, 1 ничья, 0 поражений.

## Достижения
«Юргорден»
- Победитель Чемпионата Швеции — 2019